# روستای خشکنودهان
خشک نودهان ، روستایی از توابع بخش مرکزی شهرستان فومن در استان گیلان ایران است.
روستای خشکنودهان یکی از روستاهای بزرگ وقدیمی شهرستان فومن است. فومن هم یکی از شهرهای اصیل وقدیمی استان گیلان درایران قراردارد. این روستای
زیبا وسرسبز در۱۰کیلومتری شهرو۲۵کیلومتری شهرباستانی وپلکانی ماسوله قراردارد. این روستادرخود مزارع برنج، باغ چای، درختان میوه ومرکبات، خانه‌های ویلایی، بازار ومسجد جامع، چندین مدرسه ومردم مهربان ودوستداشتنی روستایی راجای داده است.

## جمعیت
این روستا در دهستان لولمان قرار دارد و براساس سرشماری مرکز آمار ایران در سال ۱۳۸۵، جمعیت آن ۱٬۵۴۷ نفر (۴۱۶خانوار) بوده‌است.

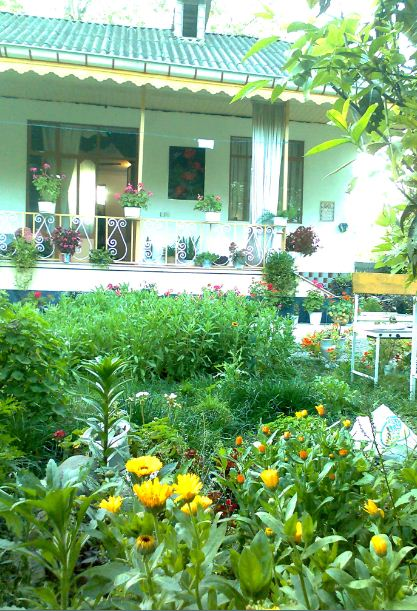
معماری خانه‌ای زیبادر خشکنودهان